# Editura Paideia
Editura Paideia este o editură din România fondată în 1990, având sediul central la București, caracterizată "prin lucrările sale de referință, cu caracter academic și formativ; a publicat peste 500 de titluri." 
Directorul Editura Paideia, încă de la înființarea sa din 1990 este Prof. univ. doctor Ion Bănșoiu 

## Prezentare scurtă
Editura s-a născut în martie 1990, urmărind încă de la început, epopeile homerice, scrieri presocratice, dialoguri platoniciene, lucrări de antropologie și filozofie, folclor, lucrări descriind culturi și civilații.

## Colecții
- 1. Colecția cărților de referință grupează cărți importante scrise de autori consacrați. Colecția are următoarele serii:
  - Opere și capodopere
  - Istorii și tratate
  - Dicționare, enciclopedii, crestomații
  - Memorii
  - Arte frumoase
  - Biblioteca anastatică a literaturii române

- 2.  Colecția de studii și eseuri cuprinde ediții noi sau lucrări inedite scrise de specialiști recunoscuți; ele sunt organizate în serii, pe domenii:
  - Filosofie
  - Religie, teologie
  - Culturi și civilizații
  - Teorie și critică literară
  - Istorie
  - Antropolgie
  - Științe politice
  - Psihologie
  - Sociologie
  - Științe și tehnologii

- 3. Paideia Semnal lansează autori (tineri) neconsacrați; constă din seriile:
  - Literaturi
  - Critica și comentariu
  - Încercări teoretice

- 4. Spații imaginate. În această colecție apar lucrări de graniță care integrează viziuni și idei ce țin de cultura spațiului locuit |arhitecură, arte frumoase, științe sociale, gândire religioasă, spirtiualitate.

- 5. Paideia Biblio și alte ediții aparte. Cărți deja publicate în colecții sau alte lucrări, sunt prezentate ca ediții speciale, particularizate prin elemente de bibliofilie.

- 6. Paideia  Înscrisuri, imagini și obiecte de perete  |. Literatură sapientală, texte celebre de genul scurt, sunt editate în conceptul grafic al papirus-ului, în fapt, un poster lung cu înscrisuri și ilustrații, imprimat pe hârtie  manuală; el poate fi postat pe perete în scopuri pedagogice, pentru memorare sau doar în scop decorativ.

- 7. Colecția de hârtii nescrise, făcute de mână.

## Autori care au publicat la Paideia[3]

### Antropologie
- Vintilă Mihăilescu - Fascinația diferenței, anul 1999, seria Antropologie;

### Arhitectură
- Octavian Simu - Arhitectura japoneză veche, colecția Artă, civilizație și design, ISBN: 973-596-314-0;

### Artă
- Ciprian Mihali - Arta, tehnologie și spațiu public, colecția Artă, civilizație și design, ISBN: 973-596-254-3;

Arta, tehnologie si spatiu public

### Clasici antici
- Publius Vergilius Maro - Eneida, colecția Literatură clasică, [4]

### Folclor
- Lucia Ofrim - Ce mi-e drag nu mi-e urât. Pentru o antropologie a emoției, cuvânt înainte de academician Constantin Bălăceanu-Stolnici, anul 2003, seria Folclor, Editura Paideia, București;

### Filozofie
- Vasile Tonoiu - Altfel de proze, seria Filozofie, ISBN: 973-596-700-0;

### Istorie
- Jipa Rotaru - Antonescu - Hitler. Caucazul si Crimeea, colecția Istorie, ISBN:973-9368-34-4;

### Poezie
- Guillaume Apollinaire - Alcooluri, ISBN: 973-596-036-2;

### Religie
- Vasile Miron - Biserică și cult, colecția Religie și spiritualitate, ISBN: 973-596-537-2;

### Teologie
- Ieronim, Sfântul - Apologie și rânduială, ISBN: 973-596-423-8;
- Ieronim, Sfântul - Despre bărbații iluștri și alte scrieri, ISBN: 973-9131-74-3;
- Ieronim, Sfântul - Dialog împotriva luciferienilor, seria Creștinism, religie, ortodoxie, [5]